# Sorocea affinis
Sorocea affinis är en mullbärsväxtart som beskrevs av William Botting Hemsley. Sorocea affinis ingår i släktet Sorocea och familjen mullbärsväxter. Inga underarter finns listade i Catalogue of Life.